# Paulina Tyszewska
Paulina Tyszewska (ur. 13 kwietnia 1899 w Nowem nad Wisłą, zm. 21 marca 1941 w Berlinie) – agentka wywiadu Oddziału II Sztabu Głównego Wojska Polskiego, o numerze 1216 i pseudonimie „Maria Ewald”.

## Życiorys
Paulina Tyszewska była obywatelką Niemiec polskiego pochodzenia. Urodziła się 13 kwietnia 1899 roku w Nowem nad Wisłą pod zaborem pruskim. Była córką ogrodnika Tomasza i Margarete, z domu Cierskiej. Posiadała także liczne rodzeństwo. Ukończyła szkołę średnią, a następnie Szkołę Handlową w Bydgoszczy.
W 1919 roku, m.in. ze względu na sytuację finansową i niemieckie poczucie narodowe, wyjechała do Kilonii w Rzeszy, gdzie podjęła pracę jako księgowa. Poznała tam Jerzego zur Mühlena, z którym nawiązała relację. W 1926 roku para przeniosła się do Sopotu. P. Tyszewska zaczęła prowadzić sklep należący do partnera, który znajdował się w Nowym Porcie w Wolnym Mieście Gdańsk. Szybko jednak rozstała się ze swoim konkubentem.

### Geneza podjęcia współpracy z polskim wywiadem

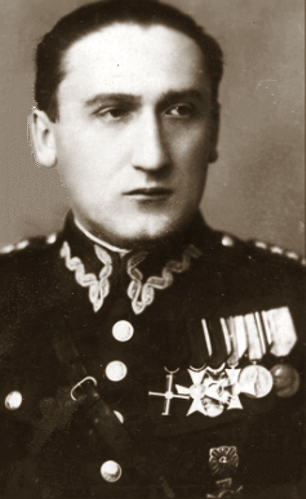
Mjr Jan Żychoń. Szef ekspozytury bydgoskiej polskiego wywiadu.

W 1929 roku związała się z kmdr. ppor. Reinholdem Kohtzem, który od 1935 roku pełnił funkcję zastępcy szefa gdańskiej placówki niemieckiej Abwehry, o pseudonimie „Koeppen”. P. Tyszewska zamieszkała z niemieckim funkcjonariuszem wywiadu w Gdańsku na ul. Adolf-Hitler-Strasse, którą po II Wojnie Światowej przemianowano na ul. Grunwaldzką. W 1935 roku urodziło się im dziecko. Przy tej samej ulicy kobieta prowadziła sklep warzywny. Interes nie szedł jednak dobrze, a P. Tyszewska szybko popadła w długi i kłopoty natury prawnej. Żydowskie pochodzenia Kohtza, które sprawiało kłopoty w pracy, powodowało, że nie był w stanie pomóc partnerce w jej problemach finansowych. Taka sytuacja sprawiła, iż P. Tyszewska stała się obiektem zainteresowania polskiego wywiadu. Pomagał w tym fakt, że siostra kobiety, Franciszka Brucka w przeciwieństwie do Pauliny, czuła przynależność narodową do Polski.
Szef ekspozytury bydgoskiej – mjr Jan Żychoń, za pomocą jej siostry i jej męża podjął próby werbunku P. Tyszewskiej, oferując jej spłatę długów. Początkowo nie przyniosło to rezultatów, mimo iż para aktywnie podejmowała próby nakłonienia do podjęcia współpracy z polskim wywiadem. Dodatkowo do próby werbunku J. Żychoń oddelegował innych funkcjonariuszy, którzy mieli regularnie nachodzić kobietę w jej sklepie, co również nie przyniosło oczekiwanych skutków.
Z powodów finansowo-prawnych, latem 1936 roku Franciszka i Brunon sami zwrócili się o pomoc do J. Żychonia, co sprawiło, że oficjalnie trafili na listę agentów ekspozytury bydgoskiej wywiadu polskiego. Ich zadaniem stała się inwigilacja P. Tyszewskiej. Brunon pomagał R. Kohtzowi i P. Tyszewskiej w pracach remontowych, a Franciszka w pracach domowych, dzięki temu i bez pomocy Pauliny mieli dostęp do wielu dokumentów niemieckich, gdyż mężczyzna często pracował w domu, przynosząc nawet pocztę kurierską. Wkrótce i sama Paulina zwróciła się, za pośrednictwem siostry, do polskiego wywiadu. Problemy finansowe kobiety były na tyle poważne, że skłoniły ją do sformułowania własnej oferty współpracy. W czerwcu 1937 roku J. Żychoń ostrożnie spełnił tylko część wymagań finansowych kobiety i zażądał od niej informacji na temat Abwehry. P. Tyszewska spełniając prośbę szefa bydgoskiej ekspozytury stała się agentką polskiego wywiadu o pseudonimie „Maria Ewald” o numerze 1216.

### Praca dla polskiego wywiadu
Oficerem prowadzącym P. Tyszewską został zastępca J. Żychonia, Witold Langenfeld, a sama kobieta za swoją pracę pobierała od Oddziału II SG WP wynagrodzenie. Dzięki informacjom dostarczanym przez Paulinę, Franciszkę i Brunona, niemiecka struktura wywiadowcza w Wolnym Mieście Gdańsku stała się transparentna dla polskiego wywiadu. Cała trójka dostarczyła dokumenty, które zawierały wszechstronne informacje na temat niemieckiej Abwehry: począwszy od imion i nazwisk pracowników gdańskiej placówki, przez werbowanych agentów czy postępowanie Abwehry z agenturą polską, aż po codzienne zwyczaje niemieckich funkcjonariuszy wywiadu.
P. Tyszewska doprowadziła do dekonspiracji i ujęcia 16 niemieckich agentów, co stanowiło jeden z największych sukcesów werbunkowych polskiego wywiadu w okresie międzywojennym. Funkcjonariusze Abwehry byli świadomi przecieków. Jednak nigdy nie powiązali ich z agentką o numerze 1216.

### Zakończenie współpracy
Współpraca P. Tyszewskiej z polskim wywiadem zakończyła się naturalnie, wskutek zwolnienia R. Kohtza z pracy w Abwehrze w 1939 roku. Zamknęło to tym samym obfite źródło informacji na temat niemieckiego wywiadu. Po kampanii wrześniowej, zarówno małżeństwu Bruckich, jak i P. Tyszewskiej zaproponowano, na wzór innych współpracowników i funkcjonariuszy polskiego wywiadu, ewakuację do Szwecji. Jednak cała trójka postanowiła odrzucić propozycję. Pośpiech i niewystarczająca ostrożność Oddziału II SG przy ewakuacji sprawiły, że wiele dokumentów na temat działania i danych osobowych funkcjonariuszy i agentów nie zostało zniszczonych w placówkach w Polsce, czego konsekwencją była dekonspiracja, a następnie śmierć wielu osób, których nazwiska znalazły się w posiadaniu Niemców. Taki los spotkał także Bruckich i P. Tyszewską. W Forcie Legionów, Gestapo odnalazło dokumentację bydgoskiej ekspozytury, w której widniały nazwiska całej trójki. W grudniu 1939 roku zostali aresztowani wraz z R. Kothzem i postawieni przed niemieckim Sądem Wojennym.
Franciszka, Brunon i Paulina zostali skazani na karę śmierci i straceni 21 marca 1941 roku w Berlinie. R. Kohtz został skazany za lekkomyślność i brak należytej ostrożności na karę 5 lat więzienia. Dziecko P. Tyszewskiej i R. Kohtza zostało zesłane w głąb III Rzeszy, a jego dalsze losy pozostają nieznane.